# Live: In the Shadow of the Blues
Live: In the Shadow of the Blues dvostruki je uživo album engleskog hard rock sastava Whitesnake, objavljen u listopadu 2006. godine.

## Popis pjesama

### Disk 1
1. "Bad Boys" (David Coverdale, John Sykes)
2. "Slide It In" (Coverdale)
3. "Slow An' Easy" (Coverdale, Micky Moody)
4. "Love Ain't No Stranger" (Coverdale, Mel Galley)
5. "Judgement Day" (Coverdale, Adrian Vandenberg)
6. "Is This Love" (Coverdale, Sykes)
7. "Blues for Mylene" (Doug Aldrich)
8. "Snake Dance" (Coverdale, Aldrich)
9. "Crying in the Rain" (Coverdale)
10. "Ain't No Love in the Heart of the City" (Michael Price, Dan Walsh)
11. "Fool for Your Loving" (Coverdale, Moody, Bernie Marsden)
12. "Here I Go Again" (Coverdale, Marsden)
13. "Still of the Night" (Coverdale, Sykes)

### Disk 2
1. "Burn - Stormbringer - Burn" (Coverdale, Ritchie Blackmore, Jon Lord, Ian Paice)
2. "Give Me All Your Love Tonight" (Coverdale, Sykes)
3. "Walking in the Shadow of the Blues" (Coverdale, Marsden)
4. "The Deeper the Love" (Coverdale, Vandenberg)
5. "Ready an' Willing" (Coverdale, Moody, Neil Murray, Lord, Paice)
6. "Don't Break My Heart Again"  (Coverdale)
7. "Take Me with You" (Coverdale, Moody)
8. "Ready to Rock" (Coverdale, Aldrich)
  - Novi studijski snimak
9. "If You Want Me" (Coverdale, Aldrich)
  - Novi studijski snimak
10. "All I Want Is You" (Coverdale, Aldrich)
  - Novi studijski snimak
11. "Dog" (Coverdale, Aldrich)
  - Novi studijski snimak
12. "Crying in the Rain" (extended version with Tommy Aldridge drum solo) (Coverdale)
  - Bonus skladba samo u specijalnom izdanju

## Osoblje
- David Coverdale – vokali
- Doug Aldrich – gitara, prateći vokali
- Reb Beach – gitara, prateći vokali
- Timothy Drury – klavijature, prateći vokali
- Uriah Duffy – bas-gitara, prateći vokali
- Tommy Aldridge – bubnjevi